# Sofia Hagman
Sofia Hagman, född 1842, död 1900, var en finländsk pedagog. Hon betraktas som en pionjär inom den finländska folkhögskolan.
Hon grundade den första folkhögskolan i Finland 1889 i Kangasala och ledde den till sin död 1900.